# Hoa hậu Hoàn vũ 2018
Hoa hậu Hoàn vũ 2018 là cuộc thi Hoa hậu Hoàn vũ lần thứ 67 được tổ chức vào ngày 17 tháng 12 năm 2018 tại Impact Arena ở Băng Cốc, Thái Lan. Cuối đêm chung kết, Hoa hậu Hoàn vũ 2017 Demi-Leigh Nel-Peters đến từ Nam Phi đã trao vương miện cho Catriona Gray đến từ Philippines.
Chương trình chung kết được Steve Harvey và Ashley Graham dẫn chương trình, trong khi Ne-Yo biểu diễn tiết mục trong cuộc thi. Chuyên gia bình luận Carson Kressley và người huấn luyện thí sinh trình diễn Lu Sierra là hai người phân tích các phần của buổi chung kết trong suốt chương trình truyền hình của cuộc thi. Cuộc thi năm nay có tổng cộng 94 thí sinh tham gia, vượt qua kỷ lục trước đó là 92 thí sinh của năm 2017. Ángela Ponce đến từ Tây Ban Nha đã trở thành thí sinh chuyển giới đầu tiên tham gia cuộc thi Hoa hậu Hoàn vũ.

## Thông tin cuộc thi

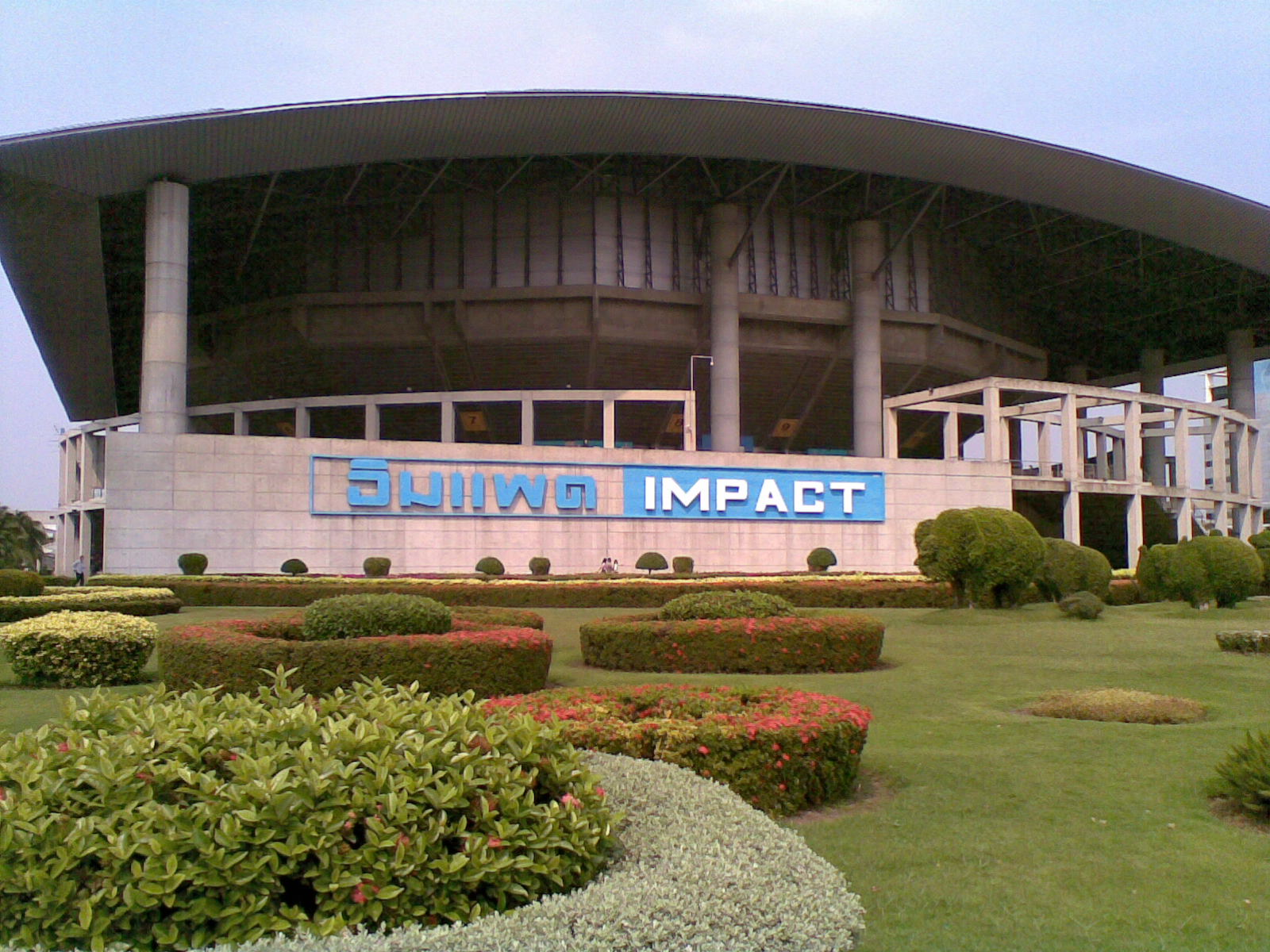
Impact Arena ở thủ đô Băng Cốc, Thái Lan, địa điểm chính thức diễn ra cuộc thi Hoa hậu Hoàn vũ 2018.

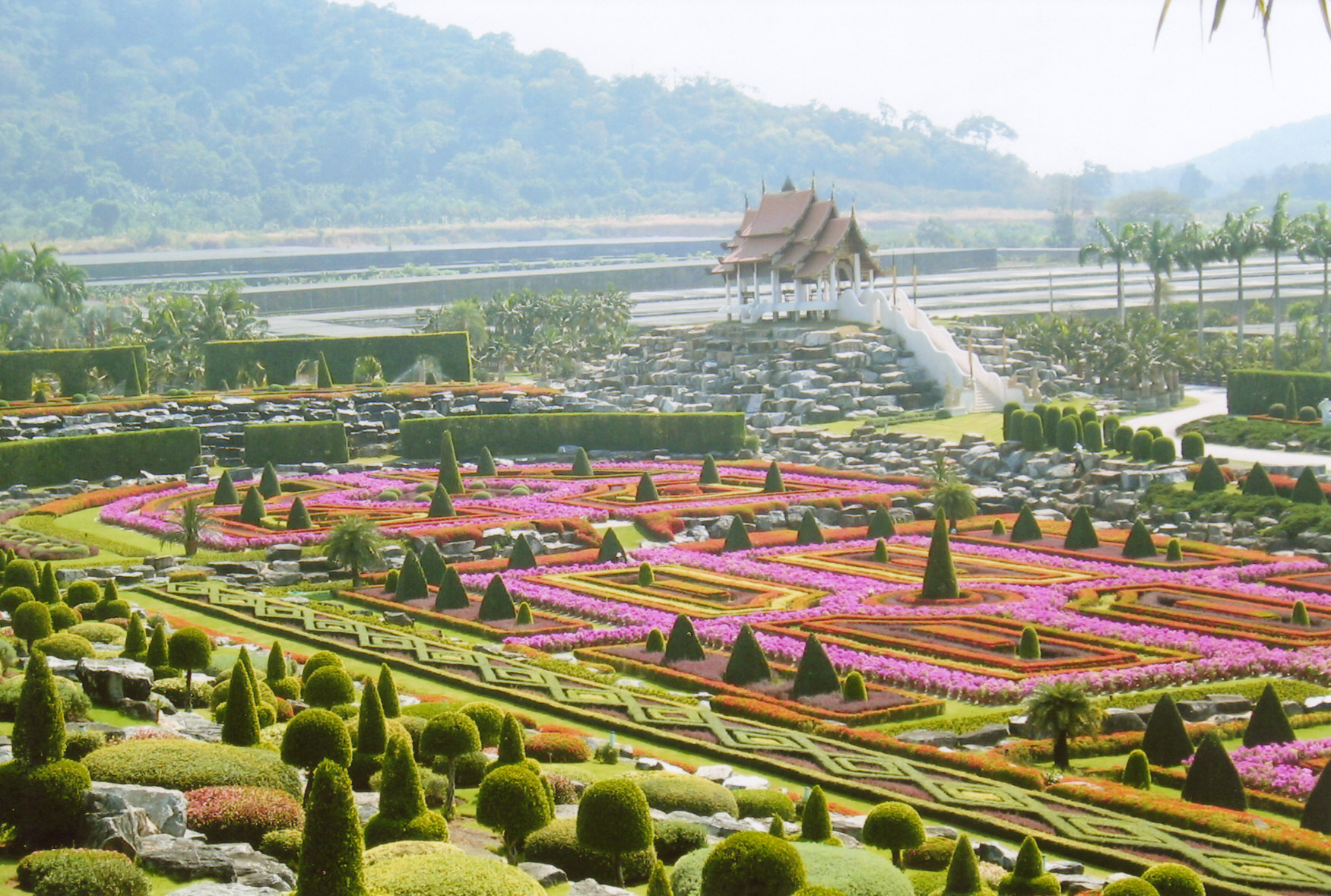
Khu vườn Thực vật Nhiệt đới Nong Nooch, nơi tổ chức cho vòng thi trang phục dân tộc.

Tổ chức Hoa hậu Hoàn vũ (MUO) đã cố gắng để cuộc thi Hoa hậu Hoàn vũ 2018 được tổ chức tại Trung Quốc. Tuy nhiên, các cuộc đàm phán đã không thành công sau khi Trung Quốc từ chối phát sóng cuộc thi truyền hình trực tiếp. Philippines, nơi đăng cai cuộc thi Hoa hậu Hoàn vũ 2016, đang được Tổ chức Hoa hậu Hoàn vũ cởi mở cho việc đăng cai Hoa hậu Hoàn vũ 2018.
Vào tháng 4 năm 2018, Bộ trưởng Bộ Du lịch Philippines Wanda Tulfo Teo đã họp bàn với Tổng thống Philippines Rodrigo Duterte về khả năng tổ chức cuộc thi tại Boracay vào tháng 11 năm 2018, sau đó sẽ được khôi phục sau khi bị đóng cửa cho khách du lịch trong sáu tháng. Vào ngày 6 tháng 5, Tulfo-Teo trả lời truyền thông rằng, Philippines có "90% cơ hội" để tổ chức cuộc thi và cũng tiết lộ rằng bộ phận du lịch sẽ tìm kiếm nhà tài trợ, kể từ khi tập đoàn LCS Holdings Inc. của Chavit Singson, nhà tài trợ chính của Hoa hậu Hoàn vũ 2016 đã xin tài trợ cho cuộc thi năm 2018.
Ngày 18 tháng 5 năm 2018, Bộ trưởng Du lịch Philippines mới được bổ nhiệm là Bernadette Romulo-Puyat sau khi bà Wanda Teo từ chức đã tiết lộ trong một cuộc phỏng vấn rằng Philippines sẽ không tổ chức cuộc thi năm nay do những hạn chế về ngân sách và nhiều vấn đề khác. Sec. Romulo-Puyat nói rằng, "Chúng tôi sẽ tập trung vào những thứ khác. Còn rất nhiều việc phải ưu tiên làm trước. Gần đây chúng tôi đã tổ chức Hoa hậu Hoàn vũ 2016 rồi nên có lẽ sẽ là vào một thời gian khác, bởi bộ Du lịch vẫn còn phải khắc phục rất nhiều vấn đề trước mắt".
Vào ngày 31 tháng 7 năm 2018, địa điểm tổ chức cuộc thi được công bố trong một cuộc họp báo trực tiếp của Paula Shugart, chủ tịch của Tổ chức Hoa hậu Hoàn vũ rằng cuộc thi năm 2018 sẽ được tổ chức tại Băng Cốc, Thái Lan vào ngày 17 tháng 12 năm nay. Quốc gia này đã từng tổ chức cuộc thi hai lần vào năm 1992 và 2005. Buổi lễ công bố có sự tham dự của Hoa hậu Hoàn vũ Demi-Leigh Nel-Peters, cùng với hai cựu Hoa hậu Hoàn vũ là Hoa hậu Hoàn vũ 1965 Apasra Hongsakula đến từ Thái Lan và Hoa hậu Hoàn vũ 2005 Natalie Glebova đến từ Canada.

## Kết quả

### Thứ hạng
| Kết quả              | Thí sinh |
| -------------------- | --- |
| Hoa hậu Hoàn vũ 2018 | - Philippines – Catriona Gray |
| Á hậu 1              | - Nam Phi – Tamaryn Green |
| Á hậu 2              | - Venezuela – Sthefany Gutiérrez |
| Top 05               | - Việt Nam – H'Hen Niê - Puerto Rico – Kiara Ortega |
| Top 10               | - Canada – Marta Stępień - Costa Rica – Natalia Carvajal - Curaçao – Akisha Albert - Nepal – Manita Devkota - Thái Lan – Sophida Kanchanarin |

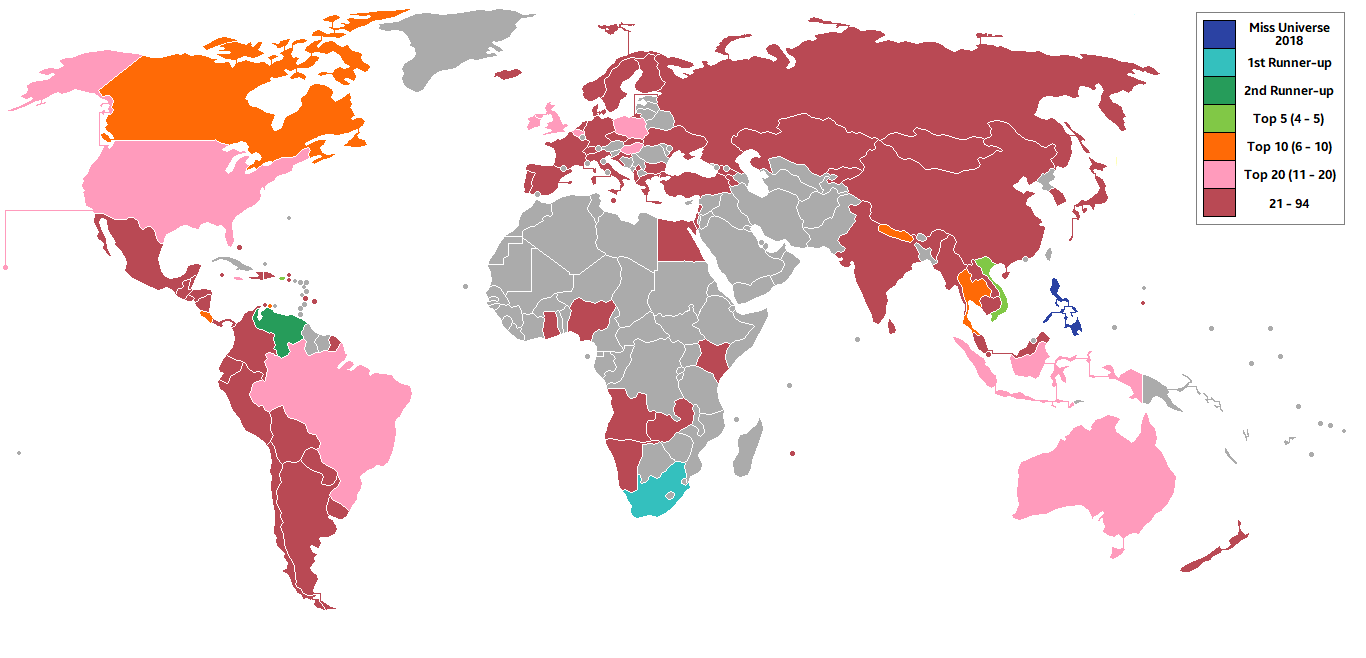
Các quốc gia và lãnh thổ tham gia Hoa hậu Hoàn vũ 2018 và kết quả.

| Top 20               | - Úc – Francesca Hung - Bỉ – Zoé Brunet - Brazil – Mayra Dias - Anh Quốc – Dee-Ann Kentish-Rogers - Hungary – Enikő Kecskès - Indonesia – Sonia Fergina Citra - Ireland – Grainne Gallanagh - Jamaica – Emily Maddison - Ba Lan – Magdalena Swat - Hoa Kỳ – Sarah Rose Summers |

### Các giải thưởng đặc biệt
| Giải thưởng                 | Thí sinh                         |
| --------------------------- | -------------------------------- |
| Hoa hậu Thân thiện          | - Sri Lanka – Ornella Gunesekere |
| Trang phục dân tộc đẹp nhất | - Lào – On-anong Homsombath      |

### Thứ tự gọi tên
| 1. Nam Phi 2. Philippines 3. Nepal 4. Việt Nam 5. Thái Lan 6. Ba Lan 7. Bỉ 8. Anh Quốc 9. Hungary 10. Ireland 11. Curaçao 12. Costa Rica 13. Canada 14. Puerto Rico 15. Jamaica 16. Hoa Kỳ 17. Venezuela 18. Indonesia 19. Brazil 20. Úc | 1. Nam Phi 2. Việt Nam 3. Venezuela 4. Philippines 5. Costa Rica 6. Curaçao 7. Nepal 8. Canada 9. Thái Lan 10. Puerto Rico | 1. Puerto Rico 2. Việt Nam 3. Philippines 4. Nam Phi 5. Venezuela | 1. Philippines 2. Nam Phi 3. Venezuela |

## Nhạc nền
- Phần mở đầu: "The Color Of Siam" của DOGDGE Mukapol.
- Phần thi Áo tắm: "No Stylish" của French Montana. "Finesse" của Bruno Mars.
- Phần thi Trang phục Dạ hội: "I Like Me Better" của Lauv. "Girls Like You" của Maroon 5.
- Nhìn lại Top 3: "Miss Independent" của Ne-Yo (hát trực tiếp)

## Chương trình

### Hình thức
Không giống như những năm gần đây, các thí sinh lọt vào vòng chung kết tăng lên 20 thí sinh, so với 16 trong năm 2017 và 13 vào năm 2016. Các thí sinh lọt vào chung kết được lựa chọn thông qua một buổi phỏng vấn kín và cuộc thi bán kết với trang phục áo tắm và trang phục dạ hội được tổ chức vài ngày trước đêm chung kết. Hình thức các thí sinh được phân chia theo ba khu vực địa lý được giới thiệu trong phiên bản 2017 tiếp tục được sử dụng, bao gồm năm thí sinh từ châu Âu, năm thí sinh từ châu Mỹ, năm thí sinh từ khu vực châu Phi và châu Á-Thái Bình Dương, và năm thí sinh đến từ khu vực bất kì. Không bước vào phần thi áo tắm ngay, bắt đầu từ năm nay, các thí sinh được giao nhiệm vụ trình bày, giới thiệu mở đầu kéo dài khoảng 45 giây về một vấn đề của thí sinh trước ban giám khảo và công chúng. Sau đó các giám khảo đã chọn ra các thí sinh lọt vào top 10 và Top 10 thi đấu trong cả trang phục áo tắm và trang phục dạ hội. Sau hai phần này, ban giám khảo đã chọn ra năm người có màn trình diễn xuất sắc nhất để tranh tài trong vòng thi hỏi đáp đầu tiên. Tiếp đó, các giám khảo đã chọn ra ba người xuất sắc nhất. Top 3 tham gia vòng thi ứng xử thứ 2. Kết thúc cuộc thi là các giám khảo đã chọn ra Hoa hậu Hoàn vũ 2018 và hai Á hậu.
Đối với ấn bản này, không có thí sinh nào được vào thẳng Top 20 nhờ phần bỏ phiếu trực tuyến mỗi phần thi cho người xem truyền hình trực tiếp trên toàn thế giới.

### Hội đồng giám khảo
Có tất cả 7 giám khảo cho cả vòng thi bán kết và chung kết là một hội đồng toàn phụ nữ bao gồm:
- Porntip Bui Simon – Hoa hậu Hoàn vũ 1988 đến từ Thái Lan
- Michelle McLean – Hoa hậu Hoàn vũ 1992 đến từ Namibia
- Monique Lhuillier – Nhà thiết kế thời trang quốc tế của thương hiệu Monique Lhuillier; đã từng thiết kế trang phục cho Michelle Obama, Taylor Swift, Reese Witherspoon và nhiều người khác.
- Richelle Singson-Michael – Nữ doanh nhân, giám đốc điều hành, kiến trúc sư của tập đoàn LCS Group
- Janaye Ingram – Nhà tổ chức phong trào quyền phụ nữ quốc tế; cựu Hoa hậu New Jersey Hoa Kỳ 2004
- Iman Oubou – Nhà khoa học, doanh nhân, và cựu Hoa hậu New York Hoa Kỳ 2015
- Liliana Gil Valletta – Nữ doanh nhân của tập đoàn CulturIntel và CIEN +

## Thí sinh tham gia
Cuộc thi có tổng cộng 94 thí sinh tham gia:
| Quốc gia/Lãnh thổ     | Thí sinh                 | Tuổi | Chiều cao           | Quê quán                | Khu vực                            |
| --------------------- | ------------------------ | ---- | ------------------- | ----------------------- | ---------------------------------- |
| Albania               | Trejsi Sejdini           | 18   | 1,83 m (6 ft 0 in)  | Elbasan                 | Châu Âu                            |
| Angola                | Ana Liliana Avião        | 24   | 1,83 m (6 ft 0 in)  | Andulo                  | Châu Phi, Châu Á - Thái Bình Dương |
| Argentina             | Agustina Pivowarchuk     | 22   | 1,70 m (5 ft 7 in)  | Buenos Aires            | Châu Mỹ                            |
| Armenia               | Elisa Muradyan           | 25   | 1,65 m (5 ft 5 in)  | Echmiadzin              | Châu Âu                            |
| Aruba                 | Kimberly Julsing         | 20   | 1,83 m (6 ft 0 in)  | Wayaca                  | Châu Mỹ                            |
| Úc                    | Francesca Hung           | 24   | 1,78 m (5 ft 10 in) | Sydney                  | Châu Phi, Châu Á - Thái Bình Dương |
| Bahamas               | Danielle Simone Grant    | 23   | 1,75 m (5 ft 9 in)  | Nassau                  | Châu Mỹ                            |
| Barbados              | Meghan Theobalds         | 26   | 1,86 m (6 ft 1 in)  | Christ Church           | Châu Mỹ                            |
| Bỉ                    | Zoé Brunet               | 18   | 1,75 m (5 ft 9 in)  | Namur                   | Châu Âu                            |
| Belize                | Jenelli Fraser           | 27   | 1,70 m (5 ft 7 in)  | Thành phố Belize        | Châu Mỹ                            |
| Bolivia               | Joyce Prado              | 21   | 1,75 m (5 ft 9 in)  | Santa Cruz              | Châu Mỹ                            |
| Brazil                | Mayra Dias               | 27   | 1,70 m (5 ft 7 in)  | Manaus                  | Châu Mỹ                            |
| Quần đảo Virgin (Anh) | A’yana Keshelle Phillips | 23   | 1,70 m (5 ft 7 in)  | Sea Cows Bay            | Châu Mỹ                            |
| Bulgaria              | Gabriela Topalova        | 22   | 1,75 m (5 ft 9 in)  | Plovdiv                 | Châu Âu                            |
| Campuchia             | Rern Nat                 | 22   | 1,68 m (5 ft 6 in)  | Kampong Cham            | Châu Phi, Châu Á - Thái Bình Dương |
| Canada                | Marta Stępień            | 24   | 1,78 m (5 ft 10 in) | Windsor                 | Châu Mỹ                            |
| Quần đảo Cayman       | Caitlin Tyson            | 24   | 1,75 m (5 ft 9 in)  | Bodden Town             | Châu Mỹ                            |
| Chile                 | Andrea Díaz              | 27   | 1,75 m (5 ft 9 in)  | Santiago                | Châu Mỹ                            |
| Trung Quốc            | Tần Mỹ Tú                | 24   | 1,78 m (5 ft 10 in) | An Sơn                  | Châu Phi, Châu Á - Thái Bình Dương |
| Colombia              | Valeria Morales          | 20   | 1,73 m (5 ft 8 in)  | Cali                    | Châu Mỹ                            |
| Costa Rica            | Natalia Carvajal         | 28   | 1,73 m (5 ft 8 in)  | San José                | Châu Mỹ                            |
| Croatia               | Mia Pojatina             | 23   | 1,75 m (5 ft 9 in)  | Nova Gradiška           | Châu Âu                            |
| Curaçao               | Akisha Albert            | 23   | 1,73 m (5 ft 8 in)  | Willemstad              | Châu Mỹ                            |
| Cộng hòa Séc          | Lea Šteflíčková          | 20   | 1,80 m (5 ft 11 in) | Prague                  | Châu Âu                            |
| Đan Mạch              | Helena Heuser            | 21   | 1,75 m (5 ft 9 in)  | Copenhagen              | Châu Âu                            |
| Cộng hòa Dominican    | Aldy Bernard             | 23   | 1,80 m (5 ft 11 in) | Laguna Salada           | Châu Mỹ                            |
| Ecuador               | Virginia Limongi         | 24   | 1,75 m (5 ft 9 in)  | Portoviejo              | Châu Mỹ                            |
| Ai Cập                | Nariman Khaled           | 22   | 1,68 m (5 ft 6 in)  | Hurghada                | Châu Phi, Châu Á - Thái Bình Dương |
| El Salvador           | Marisela de Montecristo  | 26   | 1,75 m (5 ft 9 in)  | San Salvador            | Châu Mỹ                            |
| Phần Lan              | Alina Voronkova          | 23   | 1,70 m (5 ft 7 in)  | Helsinki                | Châu Âu                            |
| Pháp                  | Eva Colas                | 22   | 1,68 m (5 ft 6 in)  | Paris                   | Châu Âu                            |
| Georgia               | Lara Yan                 | 25   | 1,78 m (5 ft 10 in) | Telavi                  | Châu Âu                            |
| Đức                   | Celine Willers           | 25   | 1,68 m (5 ft 6 in)  | Munich                  | Châu Âu                            |
| Ghana                 | Akpene Diata Hoggar      | 25   | 1,75 m (5 ft 9 in)  | Volta Region            | Châu Phi, Châu Á - Thái Bình Dương |
| Anh Quốc              | Dee-Ann Kentish-Rogers   | 25   | 1,75 m (5 ft 9 in)  | Birmingham              | Châu Âu                            |
| Hy Lạp                | Ioanna Bella             | 22   | 1,83 m (6 ft 0 in)  | Veria                   | Châu Âu                            |
| Guam                  | Athena McNinch           | 20   | 1,70 m (5 ft 7 in)  | Mangilao                | Châu Phi, Châu Á - Thái Bình Dương |
| Guatemala             | Mariana García           | 19   | 1,75 m (5 ft 9 in)  | Thành phố Guatemala     | Châu Mỹ                            |
| Haiti                 | Samantha Colas           | 26   | 1,80 m (5 ft 11 in) | Port-au-Prince          | Châu Mỹ                            |
| Honduras              | Vanessa Villars          | 20   | 1,78 m (5 ft 10 in) | Santa Bárbara           | Châu Mỹ                            |
| Hungary               | Enikő Kecskès            | 21   | 1,70 m (5 ft 7 in)  | Budapest                | Châu Âu                            |
| Iceland               | Katrín Lea Elenudóttir   | 19   | 1,68 m (5 ft 6 in)  | Reykjavík               | Châu Âu                            |
| Ấn Độ                 | Nehal Chudasama          | 22   | 1,68 m (5 ft 6 in)  | Mumbai                  | Châu Phi, Châu Á - Thái Bình Dương |
| Indonesia             | Sonia Fergina Citra      | 26   | 1,73 m (5 ft 8 in)  | Bangka Belitung         | Châu Phi, Châu Á - Thái Bình Dương |
| Ireland               | Grainne Gallanagh        | 24   | 1,75 m (5 ft 9 in)  | Buncrana                | Châu Âu                            |
| Israel                | Nikol Reznikov           | 18   | 1,70 m (5 ft 7 in)  | Afula                   | Châu Phi, Châu Á - Thái Bình Dương |
| Ý                     | Erica De Matteis         | 24   | 1,83 m (6 ft 0 in)  | Rome                    | Châu Âu                            |
| Jamaica               | Emily Maddison           | 19   | 1,75 m (5 ft 9 in)  | Saint Andrew            | Châu Mỹ                            |
| Nhật Bản              | Yuumi Kato               | 22   | 1,68 m (5 ft 6 in)  | Aichi                   | Châu Phi, Châu Á - Thái Bình Dương |
| Kazakhstan            | Sabina Azimbayeva        | 18   | 1,60 m (5 ft 3 in)  | Almaty                  | Châu Âu                            |
| Kenya                 | Wabaiya Kariuki          | 22   | 1,65 m (5 ft 5 in)  | Nairobi                 | Châu Phi, Châu Á - Thái Bình Dương |
| Hàn Quốc              | Baek Ji-hyun             | 21   | 1,75 m (5 ft 9 in)  | Daegu                   | Châu Phi, Châu Á - Thái Bình Dương |
| Kosovo                | Zana Berisha             | 24   | 1,70 m (5 ft 7 in)  | Suharekë                | Châu Âu                            |
| Kyrgyzstan            | Begimay Karybekova       | 20   | 1,78 m (5 ft 10 in) | Bishkek                 | Châu Phi, Châu Á - Thái Bình Dương |
| Lào                   | On-anong Homsombath      | 23   | 1,68 m (5 ft 6 in)  | Viêng Chăn              | Châu Phi, Châu Á - Thái Bình Dương |
| Lebanon               | Maya Reaidy              | 22   | 1,73 m (5 ft 8 in)  | Tannourine              | Châu Phi, Châu Á - Thái Bình Dương |
| Malaysia              | Jane Teoh                | 21   | 1,78 m (5 ft 10 in) | Penang                  | Châu Phi, Châu Á - Thái Bình Dương |
| Malta                 | Francesca Mifsud         | 22   | 1,70 m (5 ft 7 in)  | Zejtun                  | Châu Âu                            |
| Mauritius             | Varsha Ragoobarsing      | 28   | 1,83 m (6 ft 0 in)  | Flacq                   | Châu Phi, Châu Á - Thái Bình Dương |
| Mexico                | Andrea Toscano           | 19   | 1,73 m (5 ft 8 in)  | Manzanillo              | Châu Mỹ                            |
| Mông Cổ               | Dolgion Delgerjav        | 27   | 1,73 m (5 ft 8 in)  | Ulaanbaatar             | Châu Phi, Châu Á - Thái Bình Dương |
| Myanmar               | Hnin Thway Yu Aung       | 22   | 1,68 m (5 ft 6 in)  | Yangon                  | Châu Phi, Châu Á - Thái Bình Dương |
| Namibia               | Selma Kamanya            | 21   | 1,68 m (5 ft 6 in)  | Windhoek                | Châu Phi, Châu Á - Thái Bình Dương |
| Nepal                 | Manita Devkota           | 23   | 1,73 m (5 ft 8 in)  | Gorkha                  | Châu Phi, Châu Á - Thái Bình Dương |
| Hà Lan                | Rahima Ayla Dirkse       | 25   | 1,80 m (5 ft 11 in) | Rotterdam               | Châu Âu                            |
| New Zealand           | Estelle Curd             | 27   | 1,78 m (5 ft 10 in) | Auckland                | Châu Phi, Châu Á - Thái Bình Dương |
| Nicaragua             | Adriana Paniagua         | 22   | 1,70 m (5 ft 7 in)  | Chinandega              | Châu Mỹ                            |
| Nigeria               | Aramide Lopez            | 20   | 1,83 m (6 ft 0 in)  | Lagos                   | Châu Phi, Châu Á - Thái Bình Dương |
| Na Uy                 | Susanne Guttorm          | 22   | 1,73 m (5 ft 8 in)  | Karasjok                | Châu Âu                            |
| Panama                | Rosa Montezuma           | 25   | 1,70 m (5 ft 7 in)  | Alto Caballero          | Châu Mỹ                            |
| Paraguay              | Belén Alderete           | 24   | 1,70 m (5 ft 7 in)  | Asuncion                | Châu Mỹ                            |
| Peru                  | Romina Lozano            | 22   | 1,78 m (5 ft 10 in) | San Martín              | Châu Mỹ                            |
| Philippines           | Catriona Gray            | 24   | 1,78 m (5 ft 10 in) | Albay                   | Châu Phi, Châu Á - Thái Bình Dương |
| Ba Lan                | Magdalena Swat           | 27   | 1,73 m (5 ft 8 in)  | Ostrowiec Świętokrzyski | Châu Âu                            |
| Bồ Đào Nha            | Filipa Barroso           | 19   | 1,75 m (5 ft 9 in)  | Setúbal                 | Châu Âu                            |
| Puerto Rico           | Kiara Ortega             | 25   | 1,70 m (5 ft 7 in)  | Rincón                  | Châu Mỹ                            |
| Nga                   | Yulia Polyachikhina      | 18   | 1,70 m (5 ft 7 in)  | Cheboksary              | Châu Âu                            |
| Saint Lucia           | Angella Dalsou           | 24   | 1,68 m (5 ft 6 in)  | Castries                | Châu Mỹ                            |
| Singapore             | Zahra Khanum             | 23   | 1,63 m (5 ft 4 in)  | Singapore City          | Châu Phi, Châu Á - Thái Bình Dương |
| Slovakia              | Barbora Hanová           | 24   | 1,73 m (5 ft 8 in)  | Lučenec                 | Châu Âu                            |
| Nam Phi               | Tamaryn Green            | 24   | 1,75 m (5 ft 9 in)  | Paarl                   | Châu Phi, Châu Á - Thái Bình Dương |
| Tây Ban Nha           | Ángela Ponce             | 27   | 1,73 m (5 ft 8 in)  | Seville                 | Châu Âu                            |
| Sri Lanka             | Omelia Gunesekere        | 26   | 1,70 m (5 ft 7 in)  | Mount Lavinia           | Châu Phi, Châu Á - Thái Bình Dương |
| Thụy Điển             | Emma Strandberg          | 22   | 1,75 m (5 ft 9 in)  | Hallstahammar           | Châu Âu                            |
| Thụy Sĩ               | Jastina Doreen Riederer  | 20   | 1,70 m (5 ft 7 in)  | Spreitenbach            | Châu Âu                            |
| Thái Lan              | Sophida Kanchanarin      | 23   | 1,70 m (5 ft 7 in)  | Băng Cốc                | Châu Phi, Châu Á - Thái Bình Dương |
| Thổ Nhĩ Kỳ            | Tara De Vries            | 20   | 1,75 m (5 ft 9 in)  | Istanbul                | Châu Âu                            |
| Ukraina               | Karina Zhosan            | 23   | 1,78 m (5 ft 10 in) | Odessa                  | Châu Âu                            |
| Uruguay               | Sofía Marrero            | 18   | 1,70 m (5 ft 7 in)  | Canelones               | Châu Mỹ                            |
| Hoa Kỳ                | Sarah Rose Summers       | 24   | 1,65 m (5 ft 5 in)  | Omaha                   | Châu Mỹ                            |
| Quần đảo Virgin (Mỹ)  | Aniska Tonge             | 27   | 1,70 m (5 ft 7 in)  | Charlotte Amalie        | Châu Mỹ                            |
| Venezuela             | Sthefany Gutiérrez       | 19   | 1,80 m (5 ft 11 in) | Barcelona               | Châu Mỹ                            |
| Việt Nam              | H'Hen Niê                | 26   | 1,73 m (5 ft 8 in)  | Đắk Lắk                 | Châu Phi, Châu Á - Thái Bình Dương |
| Zambia                | Melba Shakabozha         | 23   | 1,80 m (5 ft 11 in) | Lusaka                  | Châu Phi, Châu Á - Thái Bình Dương |

## Thông tin về các cuộc thi quốc gia

### Thí sinh chuyển giới đầu tiên
Hoa hậu Tây Ban Nha, Ángela Ponce là thí sinh chuyển giới công khai đầu tiên tham gia cuộc thi Hoa hậu Hoàn vũ. Ban tổ chức cuộc thi đã tuyên bố rằng sự kiện này đã đi vào lịch sử của cuộc thi. Cô ấy đã không lọt vào Top 20. Các quy tắc đã được thay đổi để cho phép phụ nữ chuyển giới tham gia dưới thời Tổ chức Hoa hậu Hoàn vũ thuộc sở hữu của Tổng thống Mỹ Donald Trump sau khi Ban tổ chức Hoa hậu Hoàn vũ Canada bị chỉ trích vào năm 2012 bằng hành động pháp lý vì không cho Jenna Talackova tham gia do không đủ tiêu chuẩn sau khi phát hiện ra cô là người chuyển giới.

### Tham gia lần đầu
- Armenia
- Kyrgyzstan
- Mông Cổ

### Trở lại
Lần cuối tham gia vào năm 2015:
- Hy Lạp

Lần cuối tham gia vào năm 2016:
- Belize
- Đan Mạch
- Hungary
- Kenya
- Kosovo
- Thụy Sĩ

### Chỉ định
- Argentina – Agustina Pivowarchuk được chỉ định là "Hoa hậu Hoàn vũ Argentina 2018" sau khi một cuộc tuyển chọn đã diễn ra bởi Endemol Argentina và TNT Latin America, chủ sở hữu nhượng quyền thương mại hoa hậu hoàn vũ ở Argentina.
- Quần đảo Virgin (Anh) – A'yana được chỉ định làm đại diện cho quần đảo Virgin (Anh) tại cuộc thi Hoa hậu Hoàn vũ 2018, bởi Alessia Hamm, người nắm giữ thương hiệu Hoa hậu Hoàn vũ tại Quần đảo Virgin (Anh) sau khi cuộc thi ấn bản 2018 sắp tới bị hủy bỏ do thiếu sự hỗ trợ về mặt tài chính. A'yana là Á hậu 2 tại cuộc thi Hoa hậu Quần đảo Virgin (Anh) 2017.
- Trung Quốc – Tần Mỹ Tú được chỉ định làm đại diện cho Trung Quốc tại cuộc thi Hoa hậu Hoàn vũ 2018 năm nay bởi Yue-Sai Kan, chủ tịch cuộc thi Hoa hậu Hoàn vũ Trung Quốc sau khi người chiến thắng cuộc thi năm 2017, Roxette Khâu Tường đã bị tước bỏ danh hiệu cùng với Á hậu 1 do vi phạm hợp đồng. Mỹ Tú là Á hậu 2 của cuộc thi Hoa hậu Hoàn vũ Trung Quốc 2017[113].
- Đan Mạch – Helena Heuser được chỉ định là "Hoa hậu Hoàn vũ Đan Mạch 2018" sau khi Lisa Lents mua lại thương hiệu Hoa hậu Hoàn vũ tại Đan Mạch. Helena là Hoa hậu Thế giới Đan Mạch 2016 và tham gia tại Hoa hậu Thế giới 2016.
- Hungary – Enikő Kecskès được chỉ định là "Hoa hậu Hoàn vũ Hungary 2018" sau một cuộc gọi tuyển chọn đã diễn ra bởi tổ chức quốc gia mới[114].
- Lào – On-anong Homsombath được chỉ định làm đại diện cho Lào tại cuộc thi Hoa hậu Hoàn vũ 2018 bởi Hongkham Souvannavong, chủ tịch của đài TV Lào HD và cuộc thi Hoa hậu Hoàn vũ Lào. Người chiến thắng của ấn bản cuộc thi năm 2018 sẽ có một năm để chuẩn bị cho cuộc thi Hoa hậu Hoàn vũ 2019 năm sau. Homsombath là Á hậu 1 của cuộc thi Hoa hậu Hoàn vũ Lào 2017.
- Uruguay – Sofia Marerro được chỉ định làm đại diện cho Uruguay tại cuộc thi Hoa hậu Hoàn vũ 2018 sau một cuộc tuyển chọn diễn ra được tổ chức bởi "Escuela de Modelos y Actitud - EMA Models", tổ chức nắm giữ quyền thương mại Hoa hậu Hoàn vũ ở Uruguay.

### Thay thế
- Bỉ – Zoé Brunet được chỉ định làm đại diện của Bỉ tại cuộc thi Hoa hậu hoàn vũ năm nay sau khi người chiến thắng ban đầu là Angeline Flor Pua chỉ tham gia Hoa hậu Thế giới 2018 do vấn đề trùng lặp thời gian tổ chức của hai cuộc thi quốc tế. Zoé Brunet là Á hậu 1 cuộc thi Hoa hậu Bỉ 2018.
- Pháp – Eva Colas được tổ chức Hoa hậu Pháp chỉ định làm đại diện của Pháp tại cuộc thi Hoa hậu Hoàn vũ năm nay sau khi Maëva Coucke, đương kim Hoa hậu Pháp 2018 chỉ tham gia Hoa hậu Thế giới 2018 tại Trung Quốc do lịch tổ chức bị trùng nhau của hai cuộc thi quốc tế. Colas là Á hậu 1 cuộc thi Hoa hậu Pháp 2018[115].
- Ba Lan – Magdalena Swat được chỉ định làm đại diện của Ba Lan tại cuộc thi Hoa hậu Hoàn vũ năm nay sau khi người chiến thắng ban đầu là Agata Biernat chỉ tham gia cuộc thi Hoa hậu Thế giới do lịch tổ chức bị trùng nhau của hai cuộc thi quốc tế. Magdalena là á hậu 1 cuộc thi Hoa hậu Ba Lan 2017[116].

### Bỏ cuộc
- Áo – Giám đốc thương hiệu cuộc thi tại Áo đã trả lại giấy phép cho Tổ chức Hoa hậu Hoàn vũ[117].
- Ethiopia – Không có cuộc thi cấp quốc gia được tổ chức[118].
- Guyana – Sau khi Giám đốc Quốc gia từ chức về vấn đề tổ chức và tạo ra một cuộc thi không công bằng, gian lận kết quả khi trao vương miện cho Rafeiya Husain là đại diện tham gia Hoa hậu Hoàn vũ 2017 trên đấu trường quốc tế, Guyana hiện đã bị cấm tham gia cuộc thi trong vòng hai năm tới[119].
- Iraq – Không có cuộc thi quốc gia nào được tổ chức cũng như không có thí sinh nào được chỉ định tham gia.
- Romania – Không có cuộc thi cấp quốc gia được tổ chức
- Slovenia – Do các vấn đề nội bộ trong Tổ chức giữ thương hiệu quốc gia, cuộc thi Hoa hậu Hoàn vũ Slovenia 2018 đã bị hủy bỏ[120].
- Tanzania – Không có cuộc thi cuộc gia được tổ chức[121].
- Trinidad và Tobago – Không có cuộc thi sắc đẹp nào được tổ chức. Tổ chức đưa ra thông báo rằng họ sẽ không chỉ định bất kì ai tham gia hoa hậu hoàn vũ năm nay. Điều này trái ngược với lời đồn trước đây cho rằng Matricia Alleyne là Hoa hậu hoàn vũ Trinidad và Tobago 2018.[122]

### Không tham gia
- Sierra Leone – Marie Esther Bangura đã đến quá muộn để tham gia do chuyến bay bị trì hoãn và vấn đề visa. Tuy nhiên cô vẫn được ban tổ chức cuộc thi chào đón như thí sinh chính thức và được trao tham dự buổi chung kết trong vai trò khán giả. Cô cũng xác nhận rằng cô sẽ tham gia vào năm 2019[123].